# Llista d'asteroides/200401-200500
| Nom      | Designació provisional | Data de descobriment   | Lloc de descobriment | Descobridor/s          |
| -------- | ---------------------- | ---------------------- | -------------------- | ---------------------- |
| 200401 - | 2000 SF25              | 22 de setembre de 2000 | Socorro              | LINEAR                 |
| 200402 - | 2000 SG44              | 24 de setembre de 2000 | Socorro              | LINEAR                 |
| 200403 - | 2000 SV52              | 24 de setembre de 2000 | Socorro              | LINEAR                 |
| 200404 - | 2000 SW59              | 24 de setembre de 2000 | Socorro              | LINEAR                 |
| 200405 - | 2000 SA66              | 24 de setembre de 2000 | Socorro              | LINEAR                 |
| 200406 - | 2000 SK74              | 24 de setembre de 2000 | Socorro              | LINEAR                 |
| 200407 - | 2000 SN79              | 24 de setembre de 2000 | Socorro              | LINEAR                 |
| 200408 - | 2000 SH83              | 24 de setembre de 2000 | Socorro              | LINEAR                 |
| 200409 - | 2000 ST91              | 23 de setembre de 2000 | Socorro              | LINEAR                 |
| 200410 - | 2000 SH103             | 24 de setembre de 2000 | Socorro              | LINEAR                 |
| 200411 - | 2000 SW105             | 24 de setembre de 2000 | Socorro              | LINEAR                 |
| 200412 - | 2000 SE118             | 24 de setembre de 2000 | Socorro              | LINEAR                 |
| 200413 - | 2000 SF126             | 24 de setembre de 2000 | Socorro              | LINEAR                 |
| 200414 - | 2000 SQ133             | 23 de setembre de 2000 | Socorro              | LINEAR                 |
| 200415 - | 2000 SE159             | 27 de setembre de 2000 | Kitt Peak            | Spacewatch             |
| 200416 - | 2000 SG181             | 19 de setembre de 2000 | Haleakala            | NEAT                   |
| 200417 - | 2000 SO182             | 30 de setembre de 2000 | Socorro              | LINEAR                 |
| 200418 - | 2000 SL198             | 24 de setembre de 2000 | Socorro              | LINEAR                 |
| 200419 - | 2000 SN199             | 24 de setembre de 2000 | Socorro              | LINEAR                 |
| 200420 - | 2000 SX208             | 25 de setembre de 2000 | Socorro              | LINEAR                 |
| 200421 - | 2000 SW217             | 26 de setembre de 2000 | Socorro              | LINEAR                 |
| 200422 - | 2000 SN230             | 28 de setembre de 2000 | Socorro              | LINEAR                 |
| 200423 - | 2000 SL234             | 21 de setembre de 2000 | Socorro              | LINEAR                 |
| 200424 - | 2000 ST236             | 24 de setembre de 2000 | Socorro              | LINEAR                 |
| 200425 - | 2000 SE289             | 27 de setembre de 2000 | Socorro              | LINEAR                 |
| 200426 - | 2000 SC299             | 28 de setembre de 2000 | Socorro              | LINEAR                 |
| 200427 - | 2000 SA336             | 26 de setembre de 2000 | Haleakala            | NEAT                   |
| 200428 - | 2000 SK337             | 25 de setembre de 2000 | Socorro              | LINEAR                 |
| 200429 - | 2000 SF340             | 24 de setembre de 2000 | Socorro              | LINEAR                 |
| 200430 - | 2000 TS18              | 1 d'octubre de 2000    | Socorro              | LINEAR                 |
| 200431 - | 2000 TH24              | 2 d'octubre de 2000    | Socorro              | LINEAR                 |
| 200432 - | 2000 TY32              | 4 d'octubre de 2000    | Socorro              | LINEAR                 |
| 200433 - | 2000 TX35              | 6 d'octubre de 2000    | Anderson Mesa        | LONEOS                 |
| 200434 - | 2000 US33              | 31 d'octubre de 2000   | Socorro              | LINEAR                 |
| 200435 - | 2000 UN34              | 24 d'octubre de 2000   | Socorro              | LINEAR                 |
| 200436 - | 2000 UV34              | 24 d'octubre de 2000   | Socorro              | LINEAR                 |
| 200437 - | 2000 UD45              | 24 d'octubre de 2000   | Socorro              | LINEAR                 |
| 200438 - | 2000 UB63              | 25 d'octubre de 2000   | Socorro              | LINEAR                 |
| 200439 - | 2000 UW74              | 31 d'octubre de 2000   | Socorro              | LINEAR                 |
| 200440 - | 2000 UY83              | 31 d'octubre de 2000   | Socorro              | LINEAR                 |
| 200441 - | 2000 UF108             | 30 d'octubre de 2000   | Socorro              | LINEAR                 |
| 200442 - | 2000 VH13              | 1 de novembre de 2000  | Socorro              | LINEAR                 |
| 200443 - | 2000 VF14              | 1 de novembre de 2000  | Socorro              | LINEAR                 |
| 200444 - | 2000 VQ14              | 1 de novembre de 2000  | Socorro              | LINEAR                 |
| 200445 - | 2000 VU21              | 1 de novembre de 2000  | Socorro              | LINEAR                 |
| 200446 - | 2000 VG39              | 2 de novembre de 2000  | Socorro              | LINEAR                 |
| 200447 - | 2000 WD9               | 21 de novembre de 2000 | Kitt Peak            | Spacewatch             |
| 200448 - | 2000 WF9               | 20 de novembre de 2000 | Socorro              | LINEAR                 |
| 200449 - | 2000 WY12              | 19 de novembre de 2000 | Socorro              | LINEAR                 |
| 200450 - | 2000 WH16              | 21 de novembre de 2000 | Socorro              | LINEAR                 |
| 200451 - | 2000 WN21              | 21 de novembre de 2000 | Needville            | Needville              |
| 200452 - | 2000 WE59              | 21 de novembre de 2000 | Socorro              | LINEAR                 |
| 200453 - | 2000 WA60              | 21 de novembre de 2000 | Socorro              | LINEAR                 |
| 200454 - | 2000 WQ60              | 21 de novembre de 2000 | Socorro              | LINEAR                 |
| 200455 - | 2000 WB77              | 20 de novembre de 2000 | Socorro              | LINEAR                 |
| 200456 - | 2000 WX93              | 21 de novembre de 2000 | Socorro              | LINEAR                 |
| 200457 - | 2000 WM98              | 21 de novembre de 2000 | Socorro              | LINEAR                 |
| 200458 - | 2000 WY106             | 20 de novembre de 2000 | Socorro              | LINEAR                 |
| 200459 - | 2000 WY110             | 20 de novembre de 2000 | Socorro              | LINEAR                 |
| 200460 - | 2000 WR112             | 20 de novembre de 2000 | Socorro              | LINEAR                 |
| 200461 - | 2000 WX114             | 20 de novembre de 2000 | Socorro              | LINEAR                 |
| 200462 - | 2000 WZ117             | 20 de novembre de 2000 | Socorro              | LINEAR                 |
| 200463 - | 2000 WB134             | 19 de novembre de 2000 | Socorro              | LINEAR                 |
| 200464 - | 2000 WD134             | 19 de novembre de 2000 | Socorro              | LINEAR                 |
| 200465 - | 2000 WT140             | 21 de novembre de 2000 | Socorro              | LINEAR                 |
| 200466 - | 2000 WG148             | 29 de novembre de 2000 | Kitt Peak            | Spacewatch             |
| 200467 - | 2000 WG165             | 23 de novembre de 2000 | Haleakala            | NEAT                   |
| 200468 - | 2000 WZ188             | 18 de novembre de 2000 | Anderson Mesa        | LONEOS                 |
| 200469 - | 2000 WF192             | 19 de novembre de 2000 | Anderson Mesa        | LONEOS                 |
| 200470 - | 2000 XU12              | 4 de desembre de 2000  | Socorro              | LINEAR                 |
| 200471 - | 2000 XW21              | 4 de desembre de 2000  | Socorro              | LINEAR                 |
| 200472 - | 2000 XY21              | 4 de desembre de 2000  | Socorro              | LINEAR                 |
| 200473 - | 2000 XW33              | 4 de desembre de 2000  | Socorro              | LINEAR                 |
| 200474 - | 2000 XD46              | 15 de desembre de 2000 | Socorro              | LINEAR                 |
| 200475 - | 2000 XJ47              | 15 de desembre de 2000 | Socorro              | LINEAR                 |
| 200476 - | 2000 YJ1               | 17 de desembre de 2000 | Socorro              | LINEAR                 |
| 200477 - | 2000 YY5               | 19 de desembre de 2000 | Socorro              | LINEAR                 |
| 200478 - | 2000 YU11              | 19 de desembre de 2000 | Haleakala            | NEAT                   |
| 200479 - | 2000 YO12              | 22 de desembre de 2000 | Ondřejov             | P. Kušnirák, P. Pravec |
| 200480 - | 2000 YZ16              | 21 de desembre de 2000 | Socorro              | LINEAR                 |
| 200481 - | 2000 YX17              | 20 de desembre de 2000 | Socorro              | LINEAR                 |
| 200482 - | 2000 YA24              | 28 de desembre de 2000 | Kitt Peak            | Spacewatch             |
| 200483 - | 2000 YZ25              | 23 de desembre de 2000 | Socorro              | LINEAR                 |
| 200484 - | 2000 YS33              | 24 de desembre de 2000 | Haleakala            | NEAT                   |
| 200485 - | 2000 YE38              | 30 de desembre de 2000 | Socorro              | LINEAR                 |
| 200486 - | 2000 YK38              | 30 de desembre de 2000 | Socorro              | LINEAR                 |
| 200487 - | 2000 YV39              | 30 de desembre de 2000 | Socorro              | LINEAR                 |
| 200488 - | 2000 YO49              | 30 de desembre de 2000 | Socorro              | LINEAR                 |
| 200489 - | 2000 YW52              | 30 de desembre de 2000 | Socorro              | LINEAR                 |
| 200490 - | 2000 YD60              | 30 de desembre de 2000 | Socorro              | LINEAR                 |
| 200491 - | 2000 YA64              | 30 de desembre de 2000 | Socorro              | LINEAR                 |
| 200492 - | 2000 YZ67              | 28 de desembre de 2000 | Socorro              | LINEAR                 |
| 200493 - | 2000 YW70              | 30 de desembre de 2000 | Socorro              | LINEAR                 |
| 200494 - | 2000 YH74              | 30 de desembre de 2000 | Socorro              | LINEAR                 |
| 200495 - | 2000 YE83              | 30 de desembre de 2000 | Socorro              | LINEAR                 |
| 200496 - | 2000 YK89              | 30 de desembre de 2000 | Socorro              | LINEAR                 |
| 200497 - | 2000 YJ91              | 30 de desembre de 2000 | Socorro              | LINEAR                 |
| 200498 - | 2000 YF120             | 19 de desembre de 2000 | Kitt Peak            | Spacewatch             |
| 200499 - | 2000 YE132             | 30 de desembre de 2000 | Socorro              | LINEAR                 |
| 200500 - | 2001 AY7               | 2 de gener de 2001     | Socorro              | LINEAR                 |